# گروه زیلو
گروه زیلو معروف به زیلو شرکت خرید و فروش ملک به صورت آنلاین واقع در کشور ایالات متحده آمریکاست. این شرکت در سال ۲۰۰۶ توسط ریچ بارتون و لوید فرینک، اسپنسر راسکاف، ویوید بیتل و کریسین اَکر ثبت و افتتاح شد . 
بارتون در حال حاضر مدیر عامل اجرایی شرکت زیلو است . 